# Anomis auragoides
Anomis auragoides är en fjärilsart som beskrevs av Achille Guenée 1852. Anomis auragoides ingår i släktet Anomis och familjen nattflyn. Inga underarter finns listade i Catalogue of Life.